# Afonso Rodrigues da Silva
Afonso Rodrigues da Silva, né le 24 juillet 1974, à Luanda, en Angola, est un ancien joueur angolais de basket-ball. Il évolue durant sa carrière au poste d'ailier.

## Palmarès
- 3e du championnat d'Afrique 1997
- Champion d'Afrique 2003
- Médaille d'or aux Jeux africains de 2003
- Coupe d’Afrique des clubs champions 2002, 2004